# Lennart Linder
Lennart Hugo Linder, född 13 december 1912 i Kina, död 26 mars 2008 i Solna, var en svensk psalmförfattare och översättare. Han var redaktör i Evangeliska Fosterlandsstiftelsen (EFS), hymnolog och sekreterare i EFS sångbokskommittéer.

## Psalmer
- Kristus är uppstånden, fröjda dig, min själ (bearbetade originalet 1985)